# Calliophis
Calliophis es un género de serpientes venenosas de la familia Elapidae que se distribuyen por la región indomalaya.

## Especies
Se reconocen las 11 siguientes según The Reptile Database:
- Calliophis beddomei Smith, 1943
- Calliophis bibroni (Jan, 1858)
- Calliophis bivirgatus (Boie, 1827)
- Calliophis castoe Smith, Ogale, Deepak & Giri, 2012
- Calliophis gracilis Gray, 1835
- Calliophis haematoetron Smith, Manamendra-Arachchi & Somaweera, 2008
- Calliophis intestinalis (Laurenti, 1768)
- Calliophis maculiceps (Günther, 1858)
- Calliophis melanurus (Shaw, 1802)
- Calliophis nigrescens (Günther, 1862)
- Calliophis salitan Brown, Smart, Leviton & Smith, 2018